# Ikerprímlánc
A számelméletben a k + 1 hosszúságú ikerprímlánc (bi-twin chain) természetes számok a következőképpen felírt sorozata:
{\displaystyle n-1,n+1,2n-1,2n+1,\dots ,2^{k}n-1,2^{k}n+1\,}
ahol a sorozat minden tagja prímszám.
Az {\displaystyle n-1,2n-1,\dots ,2^{k}n-1} számok az első definíció szerinti, {\displaystyle k+1} hosszúságú Cunningham-láncot alkotnak, míg az {\displaystyle n+1,2n+1,\dots ,2^{k}n+1} számok a második definíció szerinti Cunningham-láncot. Mindegyik {\displaystyle 2^{i}n-1,2^{i}n+1} páros ikerprímet alkot. Mindegyik {\displaystyle 2^{i}n-1} prím {\displaystyle 0\leq i\leq k-1}-re Sophie Germain-prím és mindegyik {\displaystyle 2^{i}n-1} prím {\displaystyle 1\leq i\leq k}-re biztonságos prím.

## A legnagyobb ismert ikerprímláncok
| k | n                                                                                         | Számjegyek | Év   | Felfedező                          |
| - | ----------------------------------------------------------------------------------------- | ---------- | ---- | ---------------------------------- |
| 0 | 3756801695685·2666669                                                                     | 200700     | 2011 | Timothy D. Winslow, PrimeGrid      |
| 1 | 7317540034·5011#                                                                          | 2155       | 2012 | Dirk Augustin                      |
| 2 | 1329861957·937#·23                                                                        | 399        | 2006 | Dirk Augustin                      |
| 3 | 223818083·409#·26                                                                         | 177        | 2006 | Dirk Augustin                      |
| 4 | 657713606161972650207961798852923689759436009073516446064261314615375779503143112·149#    | 138        | 2014 | Primecoin (block 479357)           |
| 5 | 386727562407905441323542867468313504832835283009085268004408453725770596763660073·61#·245 | 118        | 2014 | Primecoin (block 476538)           |
| 6 | 227339007428723056795583·13#·2                                                            | 29         | 2004 | Torbjörn Alm & Jens Kruse Andersen |
| 7 | 10739718035045524715·13#                                                                  | 24         | 2008 | Jaroslaw Wroblewski                |
| 8 | 1873321386459914635·13#·2                                                                 | 24         | 2008 | Jaroslaw Wroblewski                |

A q# a 2·3·5·7·...·q primoriálist jelöli.
2014-ben a legnagyobb ismert ikerprímlánc 8 hosszúságú volt.

## Fordítás
- Ez a szócikk részben vagy egészben a Bi-twin chain című angol Wikipédia-szócikk ezen változatának fordításán alapul.  Az eredeti cikk szerkesztőit annak laptörténete sorolja fel. Ez a jelzés csupán a megfogalmazás eredetét és a szerzői jogokat jelzi, nem szolgál a cikkben szereplő információk forrásmegjelöléseként.